# Can Ferrarons
Can Ferrarons, o Can Ferrerons, és una obra del municipi de Santa Eulàlia de Ronçana (Vallès Oriental) inclosa en l'Inventari del Patrimoni Arquitectònic de Catalunya.

## Descripció
Masia de planta quasi quadrada amb teulada a doble vessant amb teules àrabs. La casa consta només de dues crugies. Hi ha un gran portal dovellat amb una inscripció a la clau de la volta. Aquest està situat asimètric a la façana. Hi ha dues finestres emmarcades amb grans carreus rectangulars. La porta dona a una sala d'entrada. A l'esquerra de la casa hi ha un antic porxo i a llevant les quadres. L'eixida i l'era es van reformar modernament, l'era es va ampliar traient la pallissa, les corts i el dipòsit.

## Història
La història de Can Ferrerons té uns orígens imprecisos. A la porta hi ha una inscripció que ens informa que la casa la va edificar Josep Farrarons l'any 1694, però existeixen referències més antigues en la documentació que conserva la família. Els més antics daten de 1642. Aquest Josep Farrarons és l'únic baró del qual es té constància escrita.